# Buick Reatta
La Reatta è un'autovettura Gran Turismo prodotta dalla Buick dal 1988 al 1991.

## Storia e caratteristiche
La Reatta fu il primo modello Buick a due posti dagli anni quaranta. Era una vettura sportiva con finiture lussuose realizzata a mano al Lansing Craft Centre della General Motors, che aveva sede a Lansing, e che si occupava di assemblaggio di vetture prodotte in bassi volumi di vendita. La Reatta è stata commercializzata in due versioni, coupé due porte, che è stata prodotta dal 1988 al 1991, e cabriolet due porte, che è stata assemblata in un minore numero di esemplari dal 1990 al 1991. Come la Cadillac Allanté, anche la Reatta era basata sulla versione accorciata del pianale E della General Motors, che era utilizzato pure dalla Cadillac Eldorado, dalla Oldsmobile Toronado e dalla Buick Riviera. La Reatta condivideva con queste ultime molte parti meccaniche, parecchi dispositivi elettronici e numerosi componenti degli interni. All'epoca, la Reatta fu l'unica vettura sport commercializzata dalla Buick.

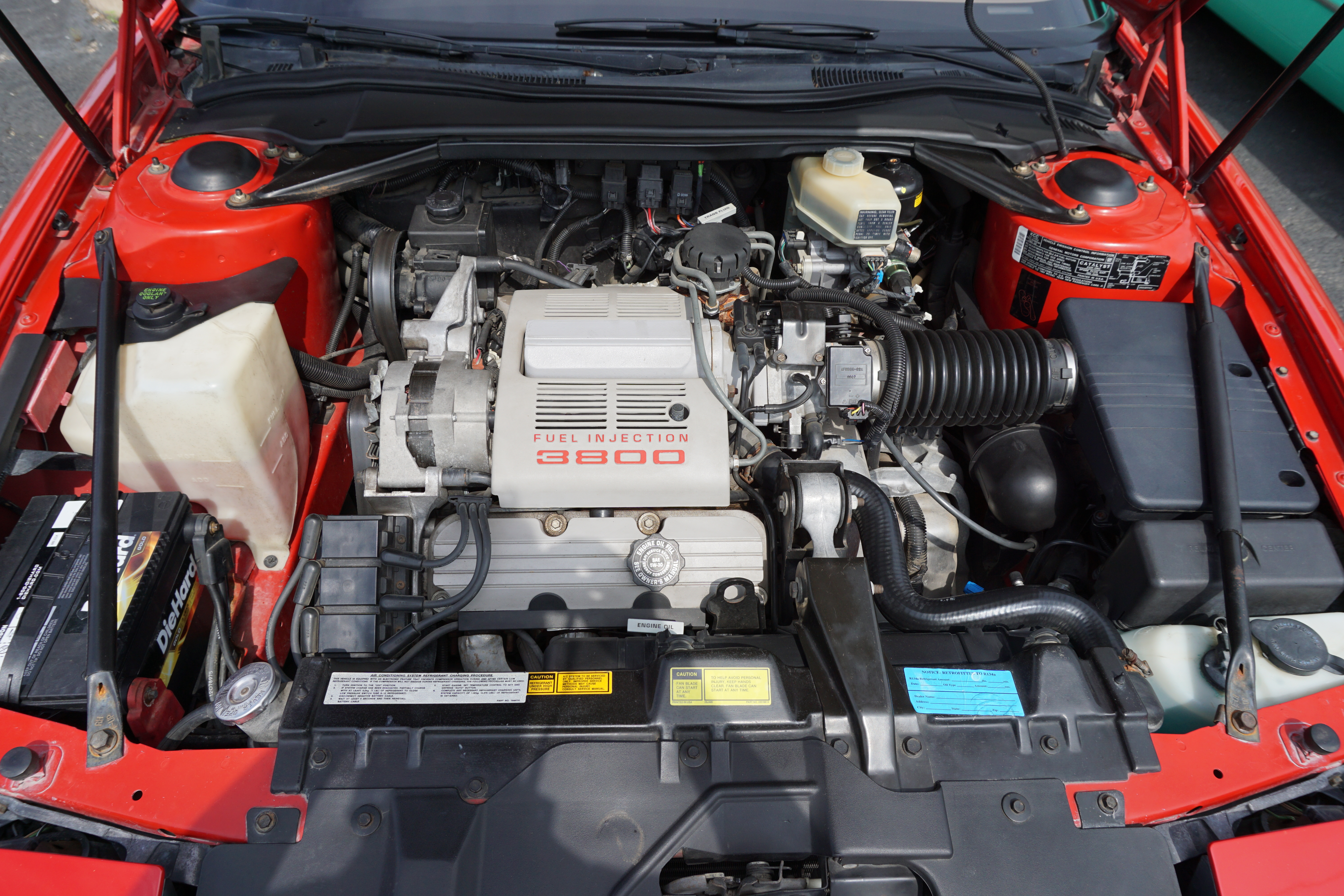
Il motore

La Reatta è stata offerta solo con cambio automatico a quattro rapporti. Più precisamente dal 1988 al 1989 fu offerta la trasmissione 440T-4, nel 1990 fu disponibile la 4T60 mentre nel 1991 la vettura fu dotata della 4T60-E. Per quanto riguarda il motore, la Reatta ebbe sempre installato un propulsore della stessa tipologia, vale a dire un V6 da 3,8 L. In particolare, ebbe montato il motore LN3 Buick dal 1988 al 1990, ed il propulsore L27 Buick nel 1991. Il motore era montato anteriormente.
Il modello, che sfoggiava un corpo vettura particolare, veniva realizzato con un livello di finitura raro per una vettura destinata alla produzione in grande serie. L'assemblaggio veniva eseguito in una piccola serie di siti preposti a tale scopo - ognuno con un suo team specializzato di addetti - invece che in una linea di assemblaggio convenzionale. Quando un team terminava la sua parte di lavoro, la vettura passava al gruppo di lavoratori successivo.
La Reatta era dotata di sospensioni indipendenti e freni a disco sulle quattro ruote con ABS. La trazione era anteriore. La velocità massima era limitata 125 miglia orarie (201 km/h). I consumi di carburante erano 13.1 L/100 km nel ciclo urbano e 8.7 L/100 km in autostrada.
Il modello fu concepito a metà degli anni ottanta, cioè in un periodo in cui la Buick stava commercializzando delle versioni ad altre prestazioni di alcuni suoi modelli, come la Buick GNX. Comunque, circa a metà della fase di sviluppo della Reatta, la General Motors decise di reindirizzare il marchio Buick verso una clientela più matura e tradizionalista, che era quindi meno interessata a modelli ad alte prestazioni. La Reatta quindi nacque come un ibrido, cioè un modello avente una linea da auto sportiva, a cui erano però associati dei motori poco brillanti in fatto di prestazioni. In particolare, la mancanza di motori sovralimentati nella Buick fu motivata dalla General Motors dal fatto che non erano disponibili cambi Hydramatic, cioè dello stesso tipo di quelli installate sulla Reatta, adeguati al sensibile incremento di potenza che ne sarebbe derivato.
La Reatta avrebbe dovuto rappresentare il modello di punta della gamma Buick ma le vendite, inizialmente pianificate in 20.000 esemplari l'anno, delusero molto le aspettative, dato che si assestarono, prendendo in considerazione l'intero periodo in cui il modello fu in commercio, a circa 21.000 totali. La Reatta fu quindi tolta dal mercato nel 1991.

## La strumentazione

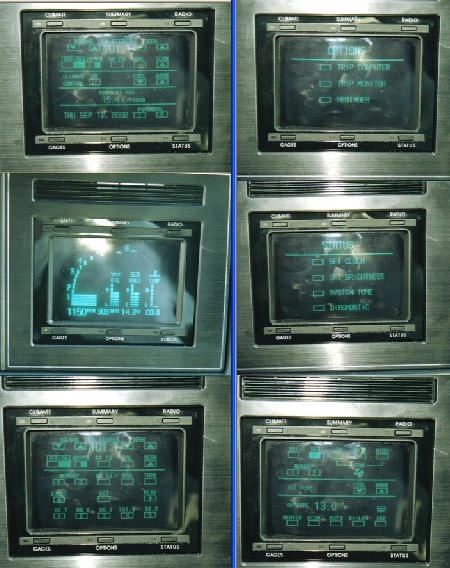
L’"Electronic Control Center"

Nel 1988 e nel 1989 la Reatta, insieme alla Riviera, aveva in dotazione tra l'equipaggiamento di serie un'interfaccia touch screen che comandava un computer, che era chiamata "Electronic Control Center". Il display touchscreen controllava la radio e le funzioni dell'impianto di climatizzazione, e forniva informazioni sulla diagnostica dei sistemi elettronici della vettura, eliminando nella maggior parte dei casi la necessità di uno scanner per la diagnostica stessa. Questa interfaccia touchscreen era caratterizzata inoltre dalla presenza di un'agenda elettronica, di un computer di bordo e di un segnale di allarme per il superamento dei limiti di velocità (impostabile dall'utente). Questo elaborato livello di equipaggiamento elettronico di bordo vide però disorientati i clienti più tradizionalisti del marchio Buick.
Nel 1990 e nel 1991 le Reatta furono invece equipaggiate da un più convenzionale sistema di controllo per la radio ed il climatizzatore. I pulsanti di controllo del climatizzatore ed il suo display svolgevano una doppia funzione in modo da poter compensare la mancanza del precedente sistema con touch screen, ma in ogni caso la funzione del computer di bordo scomparve.

## L'equipaggiamento di serie e gli optional

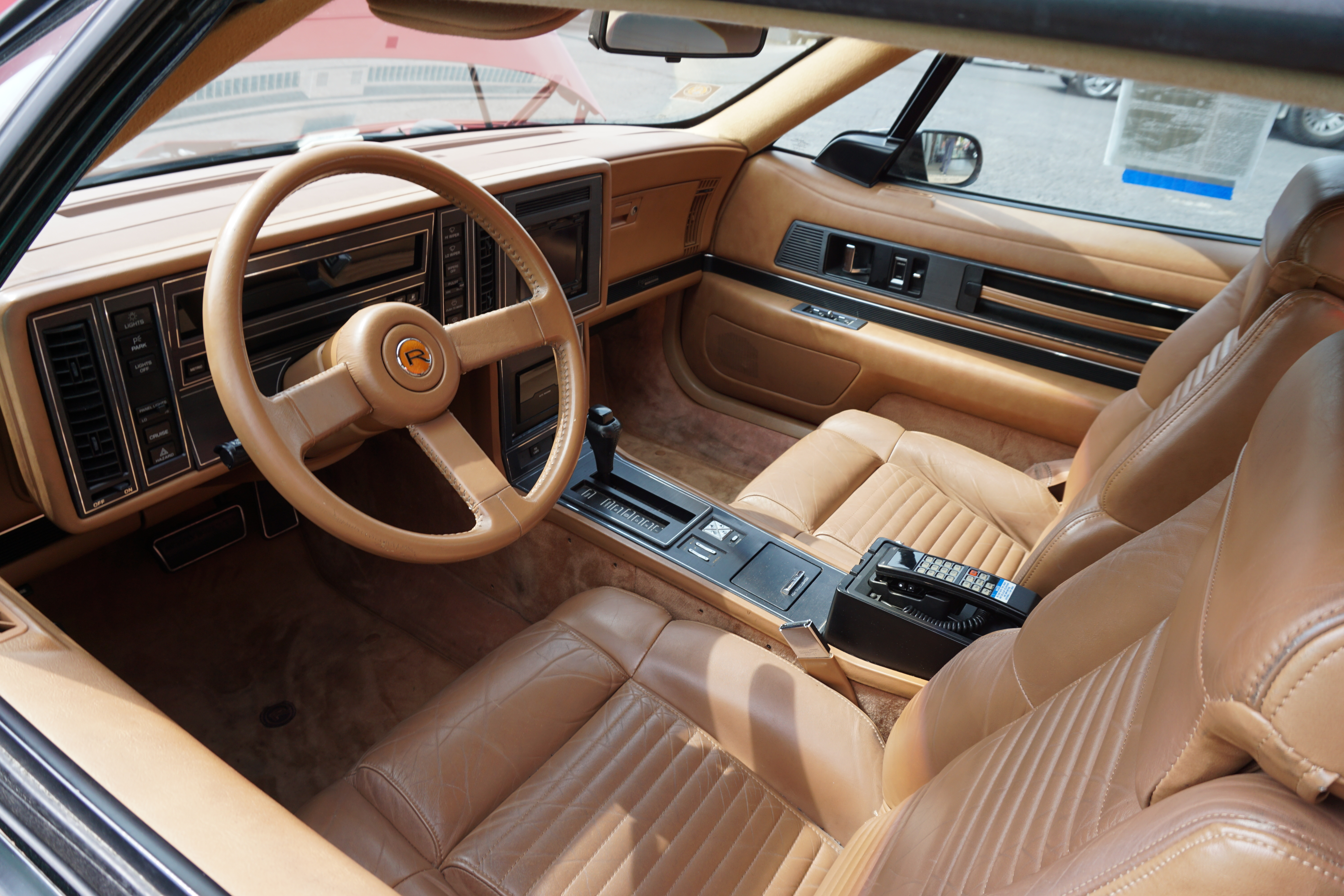
Gli interni

Quando la Reatta è stata introdotta, era dotata di un vasto equipaggiamento installato di serie che era consono considerando l'appartenenza del modello alla categoria delle auto lussuose. L'unico optional erano i sedili regolabili elettricamente con 16 posizioni memorizzabili, in luogo delle 6 posizioni memorizzabili disponibili di serie. Il tettuccio apribile opzionale per la versione coupé è stato introdotto nel model year 1988. Nel 1989 un sistema remoto di apertura delle portiere senza chiavi fu inserito tra l'equipaggiamento standard. Nel 1990 fu introdotto l'airbag lato passeggero. Fu anche offerto, tra gli optional, il lettore CD. Nel 1991 furono inseriti nell'offerta il sistema Twilight Sentinel per il controllo dei fari anteriori ed un portatazza ricavato all'interno del bracciolo.
Ogni Reatta era dotata di manuale di istruzione e penna inseriti in un portadocumenti di pelle. Oltre al manuale di istruzioni, il portadocumenti conteneva un foglio dove erano riportate le firme di controllo dei supervisori dei vari team che assemblarono il modello.

## La versione cabriolet

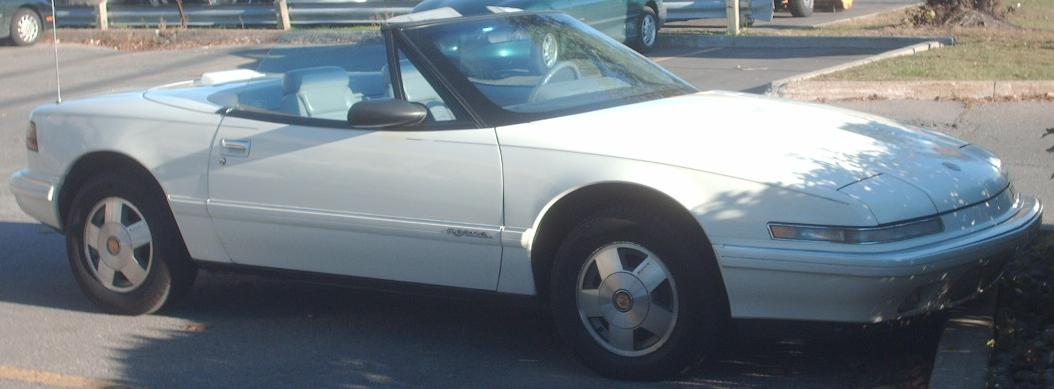
Una Buick Reatta cabriolet

La versione cabriolet fu in produzione dal 1990 al 1991. La capote era in tela oppure in vinile. Questa versione era dotata di un lunotto con sbrinatore. Quando la capote era ripiegata, era coperta da un telo speciale. Gli esemplari del 1991 vennero provvisti di un servocomando motorizzato che aiutava la chiusura dell'arco posteriore della capote all'interno della tela protettiva.

## La "Select Sixty"
Nel 1988, circa 60 esemplari di Reatta furono denominate "Select Sixties" e vennero destinate ai 60 migliori concessionari della Buick. Questi esemplari erano tutti di color nero ed avevano degli interni color tan.
Nel 1990 il programma "Select Sixties" fu ripetuto, e vennero quindi nuovamente prodotti una sessantina di esemplari della versione speciale in oggetto. Questi modelli erano delle cabriolet di colore bianco che erano dotate di interni rossi, sedili bianchi e di ruote da 16 pollici.

## La produzione
Il periodo di assemblaggio, secondo le fonti più autorevoli, fu compreso tra il gennaio 1988 ed il 10 maggio 1991. Tuttavia esistono diverse fonti che attestano l'esistenza di esemplari sia precedenti che successivi al periodo ufficiale di produzione. La natura artigianale della vettura ed il lungo periodo riservato al suo sviluppo rendono infatti difficile il possesso di cifre di produzione accurate.
| Anno    | Ccoupé  | Cabriolet | Totale |
| ------- | ------- | --------- | ------ |
| 1988    | 4.708   | 0         | 4.708  |
| 1989    | 7.009   | 0         | 7.009  |
| 1990    | 6.383   | 2.132     | 8.515  |
| 1991    | 1.214   | 305       | 1.519  |
| Totale: | Totale: | Totale:   | 21.751 |